# 栗原信盛
栗原 信盛（くりはら のぶもり）は、戦国時代の武将。甲斐武田氏の家臣で譜代家老。武田信玄・勝頼に仕える。

## 略歴
栗原氏は武田氏の一族で、父は伊豆守を称する栗原信重と考えられている。栗原伊豆守の関係史料は天正3年（1575年）を終見とし、伊豆守は同年に日向玄徳斎・小山田昌盛とともに信濃伊那郡の大島城に派遣されている。
『甲陽軍鑑』に拠れば、信盛は天正3年（1575年）5月21日の長篠の戦いに参加するが、戦わず逃走したとも伝えられる。
天正10年（1582年）3月の織田信長による武田氏滅亡後の動向は不明。同年6月の本能寺の変の信長の死去により甲斐・信濃の武田遺領を巡り「天正壬午の乱」が発生する。この際に、武田遺臣の一部が三河国の徳川家康に対して忠誠を誓った天正壬午起請文においては「栗原日向守昌次」と栗原衆の同心26名の名が見られる。また、同年11月2日には「栗原内記」が家康から本領である栗原郷を安堵されており、信盛の子息にあたる可能性のある栗原氏の当主であると推定されている。『甲斐国社記・寺記』によれば、信盛の法名は「栗原院芳西大居士」。墓所は養安寺。